# هلتنویل (ایندیانا)
هلتنویل (به انگلیسی: Heltonville) یک منطقهٔ مسکونی در ایالات متحده آمریکا است که در شهرستان لارنس، ایندیانا واقع شده‌است. هلتنویل ۱۹۹٫۰۴ متر بالاتر از سطح دریا واقع شده‌است.